# 에르네스토 이나르키예프
예르네스토 카즈베코비치 이나르키예프(러시아어: Эрнесто Казбекович Инаркиев, 1985년 12월 9일 ~ )는 러시아의 체스 선수로, 칼미크 공화국 출신으로는 처음 그랜드마스터이다.